# Mais (Bowness)
Mais nebo Maia (moderní název místa zní Bowness-on-Solway) v anglickém hrabství Cumbria byla jednou z římských pevností Hadriánova valu. Byla poslední z pevností na jeho západním konci, a ačkoli byla druhá největší, nic se z ní nezachovalo.

## Název
V ravennské Kosmografii se jméno pevnosti uvádí v podobě Maia a na poháru z Rudge ve tvaru Mais.
Jméno Maia znamená "větší", což bývá dáváno do souvislosti s tím, že pevnost byla v Hadriánově valu druhá největší, a to po pevnosti Stanwix (Petriana). Nápis na poháru začíná 'A MAIS ABALLA ...', tedy 'Z (pevnosti) Maia do (stanice) Aballava ...', přičemž Aballava (Burgh by Sands) je přespříští stanicí na východ na Hadriánově valu, zhruba 6 a půl kilometru za pevností Concavata (Drumburgh).
Maia se také nazývala římská bohyně, dcera Titána Atlanta a Okeanovny Pleiony, matka boha Herma, jehož otcem byl Jupiter. Byla jednou z Plejád.
V již zmíněné Kosmografii se vyskytuje další název, Maio; je možné, že označuje právě tuto pevnost.
V Notitia Dignitatum tato pevnost uvedena není.

## Popis

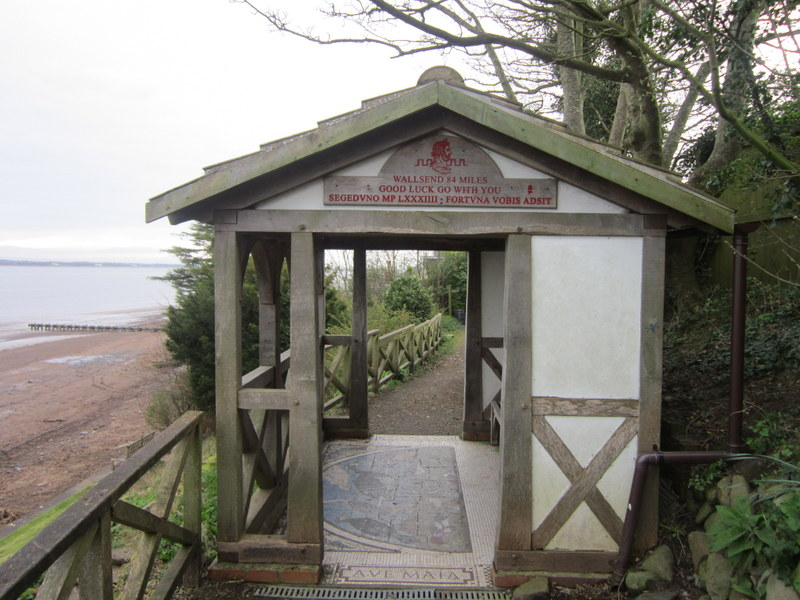
Západní konec Hadriánova valu

Pevnost stojí na příkrém útesu nad mořem, z něhož je díky výšce 15 m nad okolím výhled na všechny strany. Postavili ji na místě, kde předtím stála mílová pevnost 80. Pevnost měla tři brány, na východ, západ a na jih. Severní bránu nebylo třeba díky poloze na útesu stavět. Postupem času stěna útesu povolila a severní zeď pevnosti se spolu s ní zhroutila do moře.
Pevnost pravděpodobně měřila 220 m krát 130 m a zabírala plochu zhruba tři hektary. Původně ji - jako v tomto úseku valu v dané oblasti - chránil násep z drnů a hlíny, ale když Hadriánův val přestavěli z kamene, použili kámen i na novou podobu této pevnosti.
Val se k pevnosti blížil z východu a napojil se na ni na severovýchodním rohu. Pokračoval ze severozápadního rohu, ale není jisté, kam až vedl. Místní lidé vyprávěli, že 230 metrů na západ od pevnosti bylo z pláže vykopáno velké množství kamene. To může nasvědčovat tomu, že val sahal až tam, kam dosahuje nízký příliv, jako v případě pevnosti Segedunum na opačném, tedy východním konci valu.

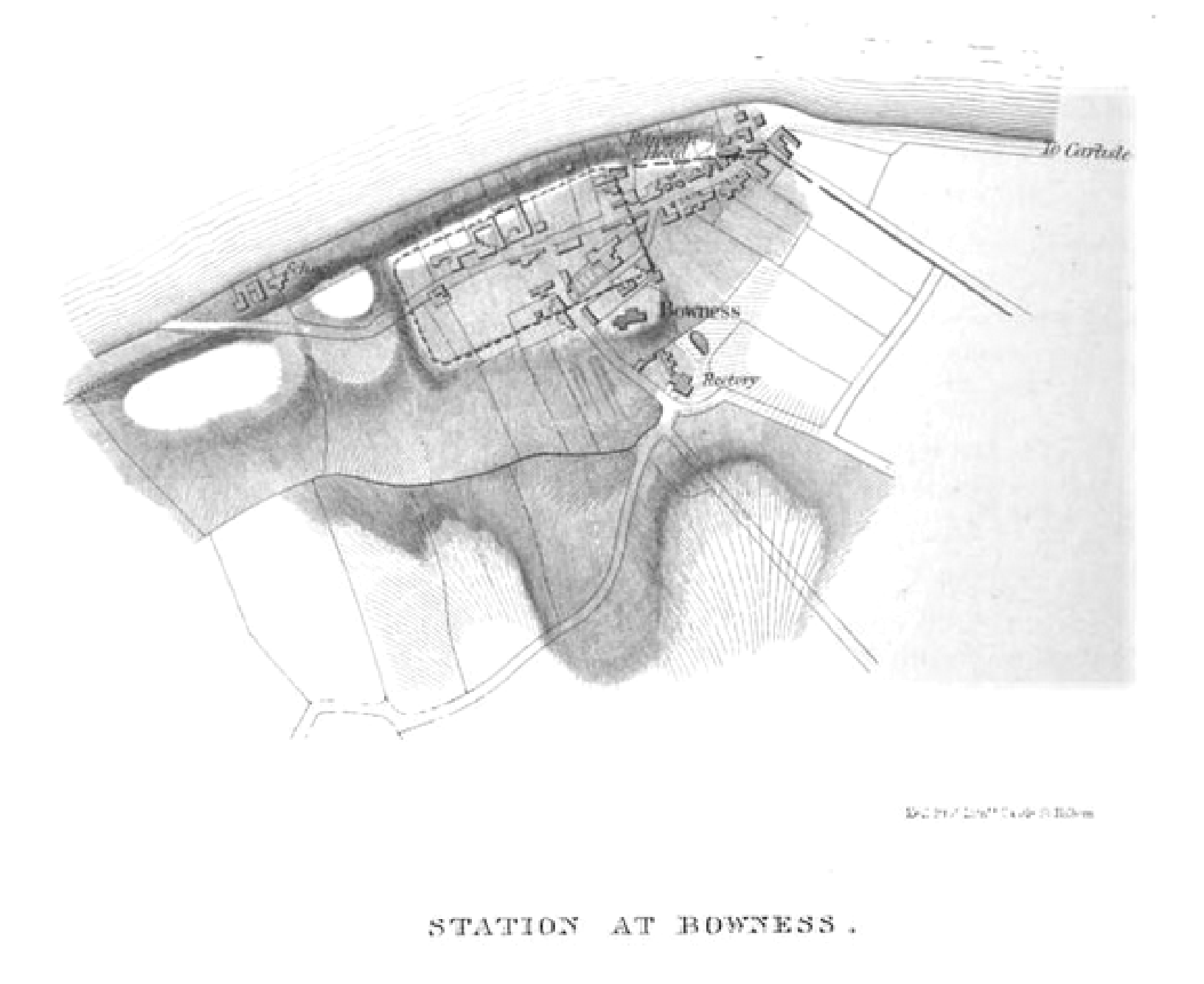
Plán pevnosti, který umožňuje srovnání s mapou Bowness z roku 1857. Od té doby pobřeží v důsledku eroze ustoupilo.

Pevnost ležela nad Firth of Solway, v nejzápadnějším místě, kde se voda ještě dá přebrodit. Je na západním konci Hadriánova valu, ale obranný systém pokračuje ještě zhruba 40 kilometrů k jihu, podél pobřeží, až na jih od Maryportu, skládá se z pevnůstek a mílových pevností, ovšem val už mezi nimi postaven nebyl.

## Posádka
O posádce je známo jenom málo, ale jejím velitelem byl ve 3. století tribun, což naznačuje, že pravděpodobně šlo o kohortu pěchoty v síle 1000 mužů, možná částečně jezdeckou.

## Civilní osada
Civilní osada neboli vicus se rozkládala při jižní straně pevnosti při silnici do vesnice Kirkbride; obydlena byla do 4. století.
V blízkosti bylo objeveno několik civilních náhrobků, což svědčí o existenci této malé osady. Na jednom je vytesaná žena, která drží v ruce holubici, a u nohou jí sedí malý pes. Sochu pravděpodobně zhotovili v římsko-britském stylu v Carlisle, kde je nyní vystavena v Tullie House Museum.
Nedávno bylo objeveno další věnování neznámému bohu, jistý místní obchodník slíbil „tento nápis nechat pozlatit, pokud se mu podaří obchodní spekulaci ukončit se ziskem". Tento nápis podporuje hypotézu, že Maia byla na západní straně Hadriánova valu bohyní obchodu (jako v pevnosti Arbeia na východě).

## Archeologický výzkum
Pevnost je prakticky pohřbena pod vesnicí a na povrchu po ní není ani památky.
Když se v roce 1930 začalo na této lokalitě pracovat, byla odkryta jižní hradba a zjištěno, kde stála západní brána. V roce 1967 práce pokračovaly na západním valu.
V roce 1973 byly provedeny rozsáhlejší vykopávky, při nichž byly nalezeny stopy původního západního valu z turfu a jílu, jakož i důkazy o dřevěné věži s bránou.
Malý počet mincí byl objeven při pracích v letech 1930, 1973, 1976 a 1988. Jen osm jich bylo identifikováno; stříbrné mince Hadriána (2), měděné mince Domitiana, Trajána (2), Postuma a Gratiana. Nálezy z roku 1988 jsou pravděpodobně měděné mince z 2. století.